# Listrocerum bicolor
Listrocerum bicolor är en skalbaggsart som först beskrevs av Pierre Lepesme 1950.  Listrocerum bicolor ingår i släktet Listrocerum och familjen långhorningar.
Artens utbredningsområde är:
- Ghana.
- Sierra Leone.
- Togo.

Inga underarter finns listade i Catalogue of Life.